# Māturīdīya
Die Māturīdiyya oder Maturidi-Schule (arabisch الماتريدية, DMG al-māturīdiyya) ist eine theologische Richtung des sunnitischen Islam, die sowohl in ihrer Methodologie als auch ihren theologischen Anschauungen dem Aschʿarismus ähnelt. Sie wurde von Maturidi – dem berühmten hanafitischen Gelehrten des 10. Jahrhunderts aus Samarkand – begründet und sieht sich als Erbin der von dem hanafitischen Rechtsgelehrten Abu Dschaʿfar at-Tahawi etablierten Lehre. Maturidi wandte sich gegen die Ansichten der Muʿtaziliten aber auch der Qarmaten und der Schia. Maturidi betonte stets, dass die islamische Rechtswissenschaft den Bereich theologischer Debatten auf das absolut Notwendige begrenzt.
Es war die Richtung dieser Schule, der im Laufe der Jahrhunderte die Hanafiten in Glaubensfragen in der Regel folgten.
Sie ist heutzutage in der Türkei, auf dem Balkan, in Zentralasien, China, Indien, Pakistan und Eritrea anzutreffen.

## Lehre

### Grundsätze
Nach Ansicht der Maturidiyya ist jeder Muslim verpflichtet, bedingungslos an 6 Grundsätze zu glauben:
- der Glaube an Gott (Allah) und daran, dass er der einzige Gott sei (Tauhīd)
- der Glaube an al-Mala'ika (Engel)
- der Glaube an die Propheten des Islam
- der Glaube an die „Bücher“ – wobei nur der Koran als unverändert und fehlerlos gilt
- der Glaube an den Jüngsten Tag
- der Glaube an das Schicksal.[1]

### Glaubensfrage
Die hanafitisch-maturidische Glaubenslehre الإيمان لا يزيد ولا ينقص / al-īmān lā yazīd wa-lā yanquṣ / ‚Der Glaube nimmt weder zu noch nimmt er ab‘ ist eine besonders ausgearbeitete Lehre und stützt sich auf Quellen bis zu Abu Hanifa.
Die Gelehrten der Maturidiyya waren der Meinung, dass der Īmān (Glaube) weder abnehmen noch zunehmen kann, sondern nur schwächer oder stärker werden kann und dass der Īmān aller Muslime derselbe war und ist. Da alle Glaubensgrundlagen (siehe ʿAqīda) dieselben sind und deren Zahl dieselbe ist, schlussfolgerte Abu Hanifa, dass der Iman nicht abnehmen oder zunehmen kann, da jemand, der nur eine einzige Glaubensgrundlage leugnet, oder etwas zurückweist, was von der Religion (d. h. von Gott) befohlen wird, zu einem Kāfir (Ungläubigen) wird. Oder anders: Mehr Īmān könne man nicht haben, da die Anzahl der Glaubensgrundlagen und der Pflichtgebote (fard) fest sind. Man kann also nicht an mehr glauben, als die Religion vorgibt. Der Īmān-Inhalt sei daher laut Abu Hanifa bei jedem Muslim, Engel, Prophet usw. derselbe und unterscheide sich lediglich in der Stärke des Glaubens und wirke sich auf die Handlungen aus. Wenn jemand also beispielsweise aus Faulheit nicht das salāt verrichte, sei das auf seinen schwächeren Īmān (Glauben), aber nicht auf Mangel an Īmān zurückzuführen – niemand habe „mehr“ oder „weniger“ (gemeint sind Inhalte) im Īmān.
Maturidi verweist auf 20:112, um zu begründen, dass das Vernachlässigen einer religiösen Pflicht nicht zum Unglauben führt, solange diese Pflicht nicht geleugnet wird. Al-Hakim al-Samarqandi (d. 333/944-45) stellte eine Analogie als Beweis her. Er verweist auf die Engel Harut und Marut, die zwar sündigten aber dennoch nicht ungläubig sind. Damit begründet er, dass eine Sünde nicht zum Unglauben führt. Als ungläubig könne nur jemand gelten, der sich selbst von Gott lossage.

### Takfir
Die Hanafiten gelten generell im Bereich Takfir (jemanden zu einem Ungläubigen, Kafir, erklären) eher als behutsam und zurückhaltend, unter anderem basierend auf dieser Lehre. Niemand, der nicht Unglaube (z. B. Schirk, Kufr, Ridda) begehe, könne grundsätzlich (z. B. aufgrund einer Sünde) zu einem Ungläubigen erklärt werden.
Abu Hanifa äußert sich in dem ihn zugeschriebenen Werk al-Fiqh al-Akbar: „Wir erklären keinen [Muslim] wegen einer Sünde für ungläubig und sprechen keinem den Glauben ab. Wir fordern zum Guten auf und halten vom Schlechten ab. Wisse, dass das, was dir zustößt, dich nicht verfehlen könnte, und was dich verfehlt, dir nicht zustoßen könnte! Wir sagen uns von keinem der Gefährten des Propheten los, noch wenden wir uns zu einem [von ihnen] mit Ausschluss eines anderen.“

### Wesen Gottes
Der Anthropomorphismus (Vermenschlichung) gilt für die Maturidiyyah als schwerer Unglaube (schirk, kufr), der dem Tauhīd widerspreche. Niemand und nichts komme Gott gleich oder könne mit ihm verglichen werden.
Als einer der Belege für die Meinung gilt folgender Vers aus dem Koran (Sure 42:11):

„[Er ist] der Schöpfer von Himmel und Erde. Er [Gott] hat euch [Menschen] und [auch] die Herdentiere zu Paaren gemacht und dadurch bewirkt, daß ihr euch [auf der Erde] verbreitet. Es gibt nichts, was ihm [Gott] gleichkommen würde. Er [Gott] ist der, der [alles] hört und sieht.“

Darauf stützend lehnte Maturidi es strikt ab, eine Auslegung (Tafsīr) von bestimmten Koranversen zu machen. Den Taʾwīl (Auslegung; Deutung; Interpretation) hielt er für möglich, falls dieser nicht gegen Grundsätze des Glaubens und der Scharia verstoße.
Maturidis Aussage zu الرحمن على العرش استوى / ar-Raḥmān ʿāla al-ʿarš Istawāʾ / ‚Er, der Allerbarmer, erhob sich über den Thron‘ (Sure 20:5), die von den Hanafiten vertreten wird:

„Für uns ist das eigentliche in dieser Angelegenheit, dass Allah jegliche Ähnlichkeit zu seiner Schöpfung von seinem Wesen (Dhat) abgewiesen hat, indem er sagte: ‚Kein Ding gleicht ihm.‘ Wir haben davor erwähnt, dass er in seinen Taten und Eigenschaften keinen gleichen hat. Daraus folgt, dass man den Vers: ‚Er, der Allerbarmer machte Istiwa auf den Thron‘, so zu verstehen hat, wie er es in seiner Offenbarung meint, ohne dass er mit seiner Schöpfung gleichgestellt wird. Denn dies (das er nichts gleicht) wurde mit der Offenbarung bestätigt und dem Verstand unterstützt. Mit diesem geben wir auch keiner Interpretation über Istiwa eine abschließende Gültigkeit, es können auch die Interpretationen richtig sein, indem keine Ähnlichkeit zur Schöpfung erwähnt wird, aber über die wir keine Kenntnisse haben und die uns nicht erreicht haben. Wir machen an das Überzeugung (Iman), was Allah mit Istiwa meint. Genauso muss man an die Thematiken wie die Vision Allahs glauben, da es darüber göttliche Offenbarungen gibt, aber man muss jegliche Ähnlichkeit zu den Geschöpfen ableugnen und eins von den Möglichkeiten (der Interpretation) nicht eine abschließenden Gültigkeit geben…“

Maturidi erklärte den Unterschied zwischen Tafsīr (Erklärung) und Taʾwīl (Interpretation) so:

„Tafsir ist die kategorische Schlussfolgerung, dass die Bedeutung eines in Frage kommenden Begriffs diese ist, und es ist das Zeugnis vor Gott, dass es dies ist, was Er gemeint hat. Hingegen ist Taʾwīl die Bevorzugung einer von mehreren Möglichkeiten ohne kategorische Schlussfolgerung oder Zeugnis.“

Aufgrund dessen sei Gottesexistenz auch nicht auf einen „Ort“, aber auch nicht auf „Überall“ zuzuschreiben. Gott existiere jenseits von Zeit, Raum, Ort und Körperlichen sowie physischen Richtung. Das „wie?“ der Existenz Gottes entzieht sich laut den Maturidi dem Verstand der Menschen. Daher kann von einem Menschen das „wie?“ der Existenz Gottes nicht begriffen werden. So heißt es im „Fiqul-Absat“: Gott existiert seit der Ewigkeit, und es gab keinen Ort. Er existierte, bevor er die Schöpfung erschuf. Er existierte, und es gab keinen Ort, keine Schöpfung oder andere Dinge; und er ist der Schöpfer von allem.

### Maʿrifat Allah (Kenntnis über die Existenz Gottes)
Eine Eigenheit der maturidischen Ansicht ist die Meinung zu معرفة الله / maʿrifat Allāh / ‚Kenntnis über Gottes Existenz‘.
Für die Aschariten ist jemand, der vom Islam nichts gehört hat, für nichts verantwortlich. Nach Ansicht der Maturidi sind Nicht-Muslime nach ihrem Tod für ewig mit der Hölle bestraft. Auch Nicht-Muslime, die noch niemals etwas vom Islam gehört haben, seien für das ewige Höllenfeuer bestimmt.
Die maturiditische Position begründet sich damit, dass Maturidis die Auffassung vertreten der menschliche Verstand allein reiche aus um moralische Wahrheiten zu erkennen. Da der vernunftbegabte Mensch die Fähigkeit besitze selbstständig zwischen gut und böse zu unterscheiden und die Existenz eines Schöpfers (bāriʾ) zu erkennen, habe er die Pflicht der Gottesverehrung, unabhängig einer Offenbarung, nachzukommen. Kinder könnten dieser Erkenntnis nicht nachkommen und gelangen ausnahmslos ins Paradies.
Der zeitgenössische maturiditische Theologe Yohei Matsuyama merkt an, dass die Verehrung eines Schöpfers (bāriʾ) oder Erbauers (sanī) verpflichtend sei, dieser aber nicht namentlich (Allah) spezifiziert wird und schlussfolgert, dass der Mensch lediglich in der Pflicht stünde  das Prinzip eines Schöpfers zu verehren, nicht einer bestimmten religiösen Formulierung zuzustimmen. Eine ähnliche Beschreibung lieferte der Islamwissenschaftler Toshihiko Izutsu. Er erklärte, dass die Akzeptanz von islam lediglich bedeute dass der eigene Wille dem Willen des Schöpfers untergeordnet werde, nicht eine bestimmte religiöse Formalie akzeptiert werden müsse.
Trotz des universalistischen Anspruches gelten nicht alle Religionen als gleichwertig. Auch wenn das Gottesverständnis vom Judentum und Christentum größtenteils akzeptiert werden, wird ihr Verständnis und ihre Lehre von den Propheten kritisiert. Dem Zoroastrismus wird, aufgrund der Vorstellung Gott sei ausschließlich gut, vorgeworfen ein unvollständiges Gotteskonzept zu haben.

## Propheteneltern
Bezüglich des Propheteneltern-Problems vertritt die Maturiddiyya die Position: „Die Eltern des Gottesgesandten sind als Ungläubige gestorben“.
Einer der Unterschiede zwischen der asch'aritischen und der hanafitisch-māturīditischen Lehre bestand darin, dass erstere die Weite der göttlichen Gnade betonte, während letztere in Anlehnung an muʿtazilitische Positionen die Nicht-Einhaltung der göttlichen Drohverheißung (chulf al-waʿīd) bei Ungläubigen ausschloss und damit auch den Propheteneltern eine posthume göttliche Begnadigung versagte. Wie wichtig diese Lehrauffassung für das hanafitisch-māturiditische Selbstverständnis war, zeigt sich unter anderem darin, dass ihr in der populären hanafitisch-māturiditischen Bekenntnisschrift, dem sogenannten Fiqh akbar II, ein eigener Lehrsatz gewidmet wurde. Er findet sich ganz am Ende der Schrift und lautet: „Die Eltern des Gottesgesandten sind als Ungläubige gestorben.“ (wa-wālidā rasūli Llāhi (s) mātā ʿalā l-kufr)

## Gegner und Gegenargumente
Als nennenswerte Gegner gelten die Schiiten, Muʿtazila, nichtmoslemische Philosophen (z. B. Aristoteles) und die Qarmaten. Die Salafiten gelten ebenfalls als Gegner. Zeitgenössische salafistische Gelehrte wie Muhammad Salih al-Munajjid bezeichnen die Maturidi als „fehlgeleitete Gruppe“, aber nicht als Sekte oder Ungläubige.
Der Hanbalit Ibn Taimiyya, auf dessen Gedankengut sich die salafitischen Strömungen ausrichten, fällte in einer Fatwa ein Urteil über die Maturidiyya, das die Frage der „Rechtleitung“ offen lässt: „Die Maturidiyyah gehören zu einer Gruppe, die größtenteils richtige, aber auch falsche Ansichten vertreten. Sie sind näher am Weg der Rechgeleiteten als auf dem der Fehlgeleiteten […] Der größte Teil ihres Glaubens ist rechtens […] Sie bekämpften falsche Ansichten der Muʿtazila, überspannten hier jedoch den Bogen durch Erneuerungen (Bidʿa) ihrerseits, so dass sie eine größere und ernstere Erneuerung mit einer kleineren und geringeren Erneuerung bremsten. Sie widerlegten eine große Lüge mit einer kleinen, das ist der Fall bei den meisten der Philosophen (Mutakallimūn), die von sich behaupten der Ahl al-sunna wa-l-Dschama'a (Rechtgeleiteten) anzugehören.“ (Ibn Taymiyah, al-Fataawa, 1/348)

## Vertreter der Schule
- Abu Mansur Muhammad al-Maturidi
- Abū l-Laith as-Samarqandī
- Ömer Nasuhi Bilmen
- Schāh Walī Allāh ad-Dihlawī
- Muhammad ibn Abidin
- Aschraf Ali Thanwi
- Ali al-Qari